# Rhodiola purpureoviridis
Rhodiola purpureoviridis là một loài thực vật có hoa trong họ Crassulaceae. Loài này được (Praeger) S.H. Fu miêu tả khoa học đầu tiên năm 1965.